# Casa Padilla
El Museo Casa Padilla es un museo de San Miguel de Tucumán, Tucumán, Argentina. Esta se ubica en calle 25 de mayo al costado de la Casa de Gobierno provincial y en frente a Plaza Independencia de la mencionada localidad. Desde el 2001 el edificio es Monumento Histórico Nacional. 

## Historia
En el solar de la casa Padilla, se construyó una vivienda para Diego Domínguez. En 1799 la casa es adquirida por Antonio Terri y, tras su muerte, su esposa se la vende a José Frías. El futuro gobernador divide la casa, reconstruida en 1860, a sus hijos. Entre ellos se encontraba Lastenia Frías, quien vivió en la mitad norte junto a Ángel Cruz Padilla y posteriormente su hijo Alberto Padilla con su familia. En 1972 la residencia fue traspasada al gobierno de Tucumán, creándose un museo en la casa en 1976. 
La Casa Padilla es de arquitectura italianizante en estructura similar al de una casa chorizo; contando con 15 habitaciones,4 patios con 4 patios y zaguanes con aljibe. En el primer patio concentra plantas ornamentales y se avanza al segundo patio por un pasillo con obras de la escultora Lola Mora. 
En el segundo patio se encuentra el aljibe original del inmueble y el tercer patio posee una galería de fotografía de Ángel Pagnelli. Además, el museo dispone de salas temáticas que exponen pinturas y muebles pertenecientes a la familia Padilla, otra sala de pinturas entre el siglo XVIII y XIX, una sala que exhibe arte chino y egipcio y una sala ambientada en el siglo XIX.